# Жидели
Жидели́ (каз. Жиделі) — село у складі Маркакольського району Східноказахстанської області Казахстану. Входить до складу Буранівського сільського округу.
Населення — 122 особи (2021; 327 у 2009, 401 у 1999, 557 у 1989).
Національний склад станом на 1989 рік:
- казахи — 100 %

Станом на 1989 рік село називалося Ардинка.